# Al Hudaydah (stad)
Al Hudaydah of Hodeida (Arabisch: الحديدة) is een stad in Jemen en is de hoofdplaats van het gouvernement Al Hudaydah.
Bij de volkstelling van 2004 telde Al Hudaydah 402.560 inwoners, waarmee het de vierde stad van het land is. Al Hudaydah ligt aan de Rode Zee en vormt een belangrijke havenstad voor de export van koffie, katoen, dadels en huiden. De belangrijkste import bestaat uit grondstoffen, voedingsmiddelen, machines en consumentenproducten. Ook de Jemenitische Marine heeft Al Hudaydah als thuisbasis.
Ten zuiden van de stad ligt de internationale luchthaven Hodeida, waarvandaan gevlogen wordt op Aden, Sanaa, Ta'izz en Caïro.

## Geschiedenis
De plaats wordt voor het eerst genoemd in de kronieken van Abu Abd Allah Ibn al-Dayba en Abu Makhrama toen in 1454-55 de eerste Tahiridische sultan van Aden werd erkend. In januari 1516 werd de plaats geplunderd door expeditietroepen van de Mamlukse sultan al-Ghuri, maar een belangrijke plaats vormde het toen nog niet. In de 17e en 18e eeuw was het de tweede haven van het land na Mokka. Er werd toen vooral koffie vanuit de streek rond Bayt al-Faqih uitgevoerd. Toen Carsten Niebuhr in 1763 de plaats bezocht, werd deze in naam van de Imam bestuurd door een dola (bestuurder) vanuit een klein fort aan de kust. Na de Saoedische opstand en daaropvolgende onderdrukking door Ibrahim Pasja tijdens de Ottomaans-Saoedische Oorlog werd Al Hudaydah verschillende malen bezet door onder andere de Mamlukken en de imam van Sanaa. De Ottomaanse Turken gebruikten de stad in 1849 als uitvalsbasis voor de verovering van het Arabisch Schiereiland. De Turken lieten het grootste deel van de Jemenitische export vervolgens via deze haven verschepen, ten koste van alle andere Jemenitische havens om zo de concurrentie van Aden (dat in 1850 als vrijhaven was aangewezen) het hoofd te kunnen bieden. Daarop vertrokken de Ottomanen echter weer. Vanaf 1872 vestigden de Ottomanen zich echter definitief in de plaats. In de haven konden alleen schepen met weinig diepgang aanleggen. Pas in 1902 werd een kleine havenfaciliteit aangelegd, die echter volstrekt ontoereikend was. Met name de Britten gebruikten de haven in die tijd veel. In 1897 bijvoorbeeld waren van de 92 stoomschepen die dat jaar van en naar de haven voeren er 75 Brits. Vlak voor de Eerste Wereldoorlog was de stad echter wel uitgegroeid tot het belangrijkste handelscentrum van Jemen. Arabische, Indiase, Europese en Amerikaanse bedrijven zetten toen bedrijven op in de stad.
In 1911, tijdens de Italiaans-Turkse Oorlog werd de stad beschoten door Italiaanse oorlogsschepen. Tussen 1911 en 1913 werden vergeefse pogingen ondernomen om een spoorlijn aan te leggen tussen Al Hudaydah en Sanaa. In 1914 zetten Duitse troepen onder leiding van majoor freiherr Othmar von Stotzingen er een relaiszender op om tijdens de Arabische opstand de communicatie vanuit Constantinopel om te leiden naar Duits-Oost-Afrika en om propaganda uit te zenden naar Soedan, Brits-Somaliland en Abyssinië (Stotzingen-Mission). In december 1918 werd de stad veroverd door de Britten. In januari 1921 verlieten de Britten de stad weer en droegen deze over aan het Emiraat Asir, dat echter al snel daarna heroverd werd door het Mutawakkilitisch Koninkrijk Jemen (de imam van Sanaa). In mei 1934 werd de stad korte tijd bezet door Saoedische troepen tijdens de Saoedisch-Jeminitische Oorlog.
In januari 1961 brak een grote stadsbrand uit in Al Hudaydah, waarbij het grootste deel van de stad werd verwoest. De stad werd vervolgens herbouwd. Tussen 1958 en 1961 werd met Sovjetsteun een nieuwe diepzeehaven aangelegd nabij Ahmadi, ongeveer 6 kilometer ten noorden van de stad, waar schepen met een diepgang tot 8 meter konden afmeren. De oude haven had een geschatte dagelijkse capaciteit van 100 tot 150 ton, waar de nieuwe haven verschillende schepen van 10.000 ton per dag kon behandelen. In 1961 werd door Chinese communistische ingenieurs ook een weg aangelegd naar de hoofdstad Sanaa. Daarnaast legden de Sovjets samen met de West-Duitsers nog een weg aan naar de stad Ta'izz in het binnenland. Deze ontwikkelingen zorgden voor een grote economische impuls voor de stad.
In 1968 stuurde de Sovjet-Unie schepen met een groot aantal wapens voor de republikeinse leider Hasan al-Amri om een monarchistische opstand neer te slaan. De opstand werd neergeslagen onder leiding van Ali Abdullah Saleh, maar de levering zorgde ook voor gevechten tussen rivaliserende republikeinse partijen in de stad.